# Русанова Любов Петрівна
Русанова Любов Петрівна (2 лютого 1954) — російська плавчиня.
Призерка Олімпійських Ігор 1976 року.
Призерка Чемпіонату світу з водних видів спорту 1973 року.
Переможниця літньої Універсіади 1973 року.